# Thalassocyon tui
Thalassocyon tui är en snäckart som beskrevs av Dell 1967. Thalassocyon tui ingår i släktet Thalassocyon och familjen Thalassocynidae. Inga underarter finns listade i Catalogue of Life.